# Defendu
 (mai 2017).

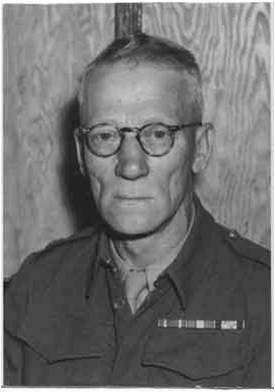
William E. Fairbairn

Le système Defendu a été développé par William E. Fairbairn pour entraîner la Shanghai Municipal Police (en), les unités anti-criminalités des années 1910. Mélange pragmatique de kung fu, boxe anglaise et de judo, le système servira de base aux commandos de la Seconde Guerre mondiale.

## Sources
- http://www.gutterfighting.org/WhatIsDefendu.html
- http://www.paladin-press.com/detail.aspx?ID=1518
- http://mail.bris.ac.uk/~hirab/smp2.html
- http://www.americancombatives.com/source.php)